# Marie Comnène (morte en 1183)
Pour les articles homonymes, voir Marie Comnène.
Marie Comnène, morte en 1183, est la fille d'Alexis Comnène, premier fils de Jean II Comnène et d'Eupraxia de Kiev, avec la qualité de porphyrogénète, et petite-fille de l'empereur Jean II Comnène. Elle épouse Alexis Axouch, gouverneur byzantin de Cilicie. 
Elle est la mère de Jean Comnène le Gros.